# Distrito de Tiszakécske
Tiszakécske (en húngaro: Tiszakécskei járás) es un distrito en la parte noreste del condado de Bács-Kiskun. Tiszakécske es también el nombre de la ciudad que es capital del distrito. El distrito se encuentra en la Región Estadística de la Gran Llanura del Sur.

## Geografía
El distrito de Tiszakécske limita con el distrito de Nagykőrös, el distrito de Cegléd (condado de Pest) y eldistrito de Szolnok (condado de Jász-Nagykun-Szolnok) al norte, el distrito de Kunszentmárton (condado de Jász-Nagykun-Szolnok) al este, el distrito de Csongrád (condado de Csongrád) al sureste, el distrito de Kiskunfélegyháza al suroeste y el distrito de Kecskemét al oeste. Tiszakécske cuenta con un total de 5 municipios.

## Municipios
El distrito tiene 1 ciudad, 2 pueblos grandes y 2 aldeas. (población a 1 de enero de 2012)
- Lakitelek (4,452)
- Szentkirály (1,940)
- Tiszaalpár (4,907)
- Tiszakécske (11,237) – capital
- Tiszaug (899)

Los municipios en negrita son ciudades, los municipios en cursiva son pueblos grandes.

## Galería

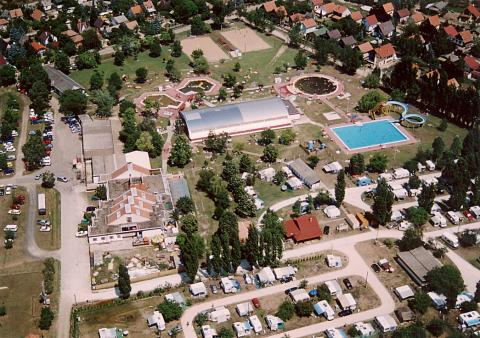
Tiszakécske, la sede del distrito
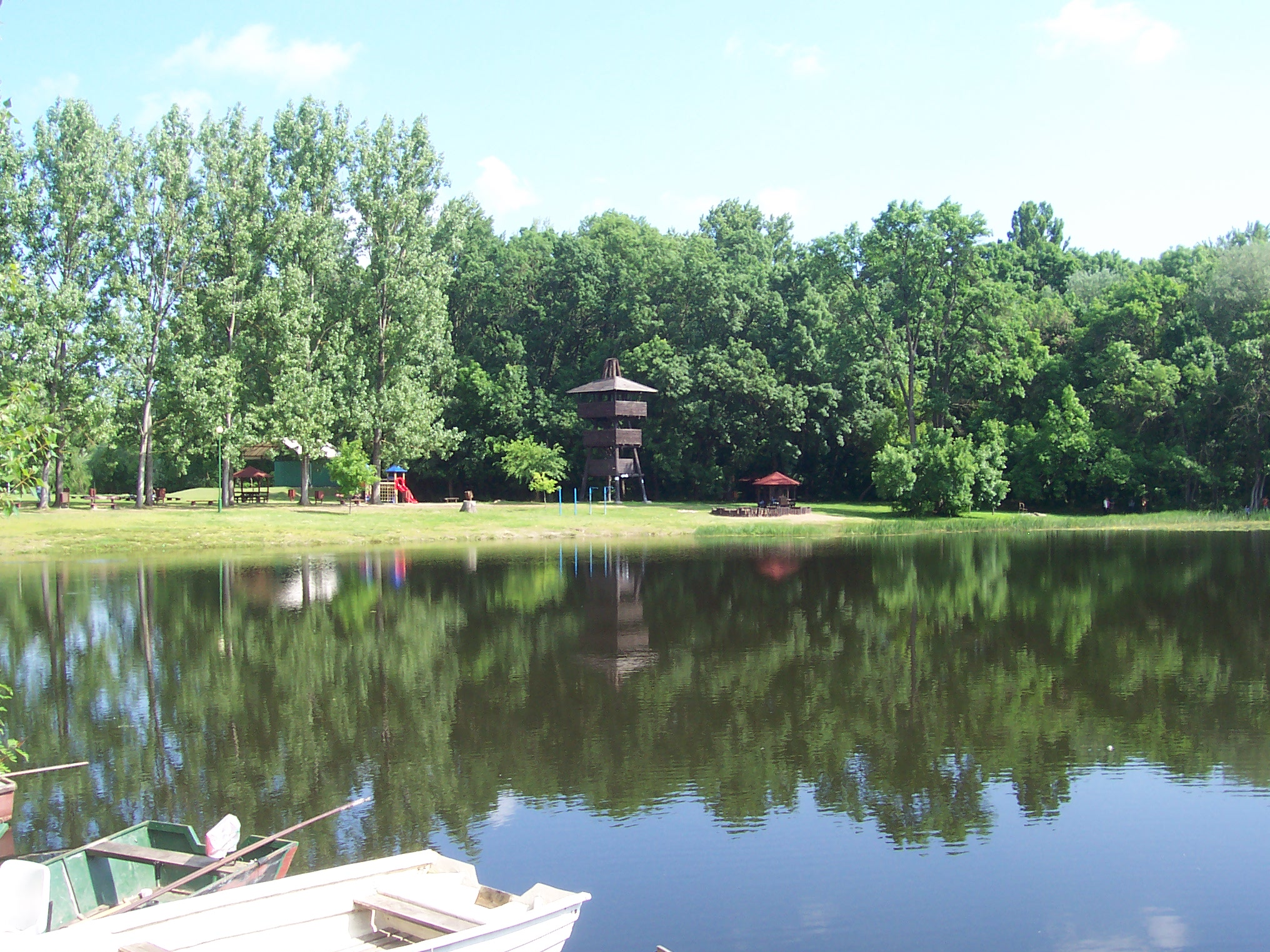
Tőserdő cerca de Lakitelek
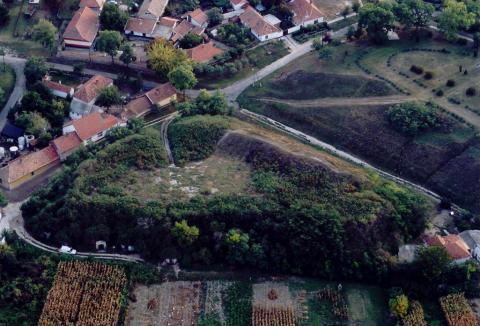
Fuerte de tierra de Tiszaalpár
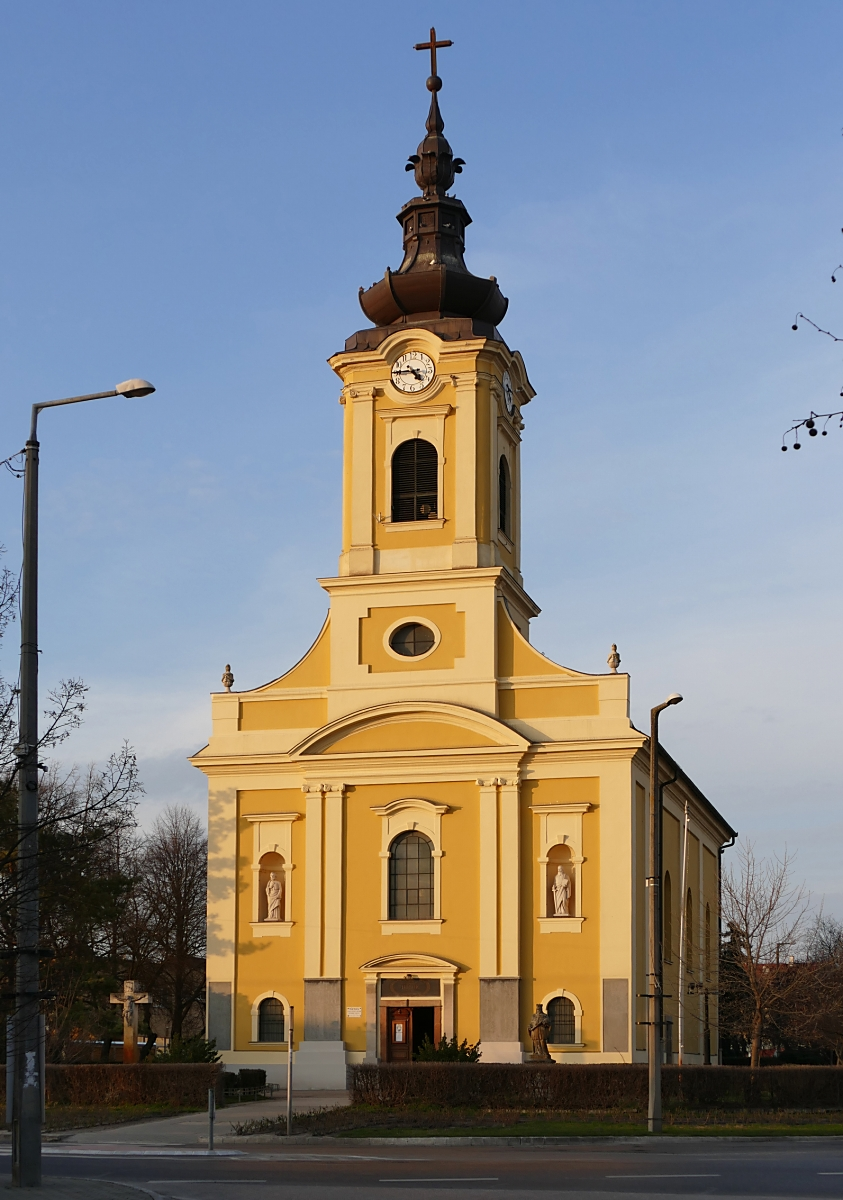
Iglesia de la Santísima Trinidad en Tiszakécske